# Phare de Ribadesella
Le phare de Ribadesella  est un phare situé sur à l'ouest de l'entrée du port de Ribadesella, dans la province des Asturies en Espagne. 
Il est classé Bien d'intérêt culturel à l'Inventaire du patrimoine architectural de Asturias.
Il est géré par l'autorité portuaire de Gijón.

## Histoire
Ce phare a été mis en service le 10 août 1861. C'est une tour carrée de 8 m de haut, avec galerie et lanterne, attachée à une maison de gardien en maçonnerie d'un seul étage. Le bâtiment carré, dans une enceinte murée, est peint en blanc avec des éléments en pierres non peintes et le dôme de la lanterne est gris métallique. Il a été  électrifié en 1926 et automatisé dans les années 1990. 
Sa hauteur focale est à 115 m au-dessus du niveau de la mer. Il émet un groupe de 3 éclats blancs, toutes les 12 secondes, visibles jusqu'à 25 milles nautiques (environ 40 km). Il est érigé à environ 1 km à l'ouest de Ribadesella.
En 2008, un accord a été conclu entre la ville de Ribadesella et le ministère des Travaux publics pour utiliser les logements à des fins culturelles.
Identifiant : ARLHS : SPA275 ; ES-01660 - Amirauté : D1586 - NGA : 2120.